# Vocally Pimpin'
Vocally Pimpin' è un EP del gruppo rap Above the Law. È considerato il primo album G-funk. L'EP contiene 5 tracce.

## Tracce
1. "Playlude"
2. "Playin' Your Game" (featuring: Kokane)
3. "Dose of the Mega Flex"(featuring: Dirty Red)
4. "4 the Funk of It"
5. "Wicked"
6. "Livin' Like Hustlers" (G-Mixx)
7. "4 the Funk of It" (Radio Edit)
8. "B.M.L." (Commercial)
9. "4 the Funk of It" (Pimpsextramental)

## Samples
B.M.L. (Commercial)
- "Funky Worm" di Ohio Players

Dose of the Mega Flex
- "Genius of Love" di Tom Tom Club

Playin' Your Game
- "Playing Your Game, Baby" di Barry White
- "Let Me Love You" di Michael Henderson
- "Back to Life (However Do You Want Me)" di Soul II Soul